# Dexter (episodio)
"Dexter" es el episodio piloto de la serie de televisión estadounidense Dexter, que se estrenó el 1 de octubre de 2006 en Showtime en los Estados Unidos. El episodio fue escrito por el guionista James Manos, Jr. y dirigido por Michael Cuesta. Está basado en la novela El oscuro pasajero de Jeff Lindsay. El piloto presenta al protagonista de la serie, Dexter Morgan (Michael C. Hall), un analista de rastros de sangre del Departamento de Policía Metropolitana de Miami con una doble vida como un asesino en serie. Mientras resuelve asesinatos en la división de homicidios, Dexter también pasa su tiempo cazando y matando asesinos y criminales que han escapado del sistema judicial. El piloto también presenta al Asesino del camión de hielo (Ice truck killer en inglés), un asesino en serie que mata prostitutas y deja sus cuerpos desmembrados y sin sangre, y el reto de Dexter por revelar su identidad.
En un inicio, Jeff Lindsay estuvo en contra de que Hall interpretar a Dexter, pero cambió de opinión tras verlo leer una línea del guion. El equipo comenzó a filmar el piloto en Miami, pero no pudo terminarlo debido a la llegada de la temporada de huracanes. A pesar de un subsidio del Estado de Florida, el equipo se trasladó a Los Ángeles, donde tuvo lugar el resto de la filmación; por ello, el episodio utiliza material filmado tanto en Miami como en Los Ángeles. «Dexter» fue visto por más de un millón de espectadores, lo que significó la mayor audiencia de Showtime en casi dos años. La recepción de la crítica fue en su mayor parte positiva, aunque algunos críticos de Variety, LA Weekly y The Wall Street Journal opinaron que fue "desagradable" de ver.
En 2007, CBS anunció que emitiría la serie en señal abierta, lo que generó controversia con el Parents Television Council (PTC). El PTC no quería que la serie fuera emitida debido a que «obligaba a los espectadores a empatizar con un asesino en serie»; en respuesta, CBS remplazó improperios, cortó escenas sangrientas y le dio a la serie una clasificación para mayores de 14 años. El posterior estreno de la serie en CBS fue el 17 de febrero de 2008 y fue visto por 8,1 millones de espectadores.

## Argumento
El piloto comienza con una narración de Dexter Morgan que dice que algo va a suceder esa noche. Dexter secuestra a Mike Donovan, un asesino de niños, y explica que tiene normas y que nunca podría matar a un niño. Donovan es drogado y se le encuentra pegado a una mesa, donde Dexter recolecta una muestra de su sangre y lo mata. Dexter narra que no está seguro por qué es un asesino y habla de sus padres adoptivos, Harry y Doris Morgan, ambos muertos. En su departamento, Dexter deposita la sangre de Donovan en un recipiente que contiene sangre de sus otras víctimas. Dexter explica que mata de acuerdo a un código que le enseñó Harry quien, como oficial de policía en Miami, instruyó a Dexter en cómo evadir ser atrapado y solo matar a quienes lo merecían.
Dexter recibe un mensaje de su hermana adoptiva Debra Morgan (Jennifer Carpenter), quien trabaja en la unidad de vicio de la policía y que Dexter cree es la única persona que lo ama. Debra dice que está en una escena de un crimen y quiere que Dexter vaya donde ella. Dexter llega y Debra, encubierta como una prostituta, le informa que otra prostituta ha sido asesinada, convirtiéndose en la tercera en cinco meses. Debra, quien desea trabajar en la sección de homicidios, cree que hay un asesino en serie detrás de los asesinatos. Dexter inspecciona a la víctima y se sorprende al saber que el cuerpo no cuenta con nada de sangre. En la estación de policía, Dexter discute otro caso de homicidio manejado por el sargento James Doakes (Erik King), quien desconfía profundamente de Dexter. Dexter sugiere que se trata de un crimen pasional, en lugar de un negocio de drogas que salió mal, según la hipótesis de Doakes. Dexter espía a Jamie Jaworski, un asesino que escapó a la justicia, e irrumpe en su casa para encontrar pruebas de su crimen. Una vez que confirma su culpabilidad, Dexter se encuentra con su novia Rita Bennett (Julie Benz), una víctima de violencia doméstica. Como resultado de su pasado violento con su esposo, Rita no tiene interés alguno en el sexo y Dexter se siente secretamente cómodo por esta falta de intimidad. Rita tiene dos hijos pequeños, con quien Dexter se lleva muy bien. Mientras está en una cita con Rita, Dexter encuentra otra escena de un crimen, en el cual la víctima ha sido cortada en pedazos sin rastros de sangre; sin embargo, esta vez falta la cabeza del cuerpo. Dexter reflexiona que el asesino mata a sus víctimas con extrema frialdad, lo que explica la ausencia de sangre. Además, propone la teoría de que está siendo usado un camión con refrigeración para los asesinatos. Dexter permite que Debra exponga la teoría, pero no es bien recibida por los otros oficiales. En la oficina de la teniente Maria LaGuerta (Lauren Vélez), Doakes y Dexter siguen argumentando sobre el caso de Doakes.
Dexter captura a Jaworski, quien admite ser culpable y explica que no tiene remordimientos. Tras matar a Jaworski, Dexter maneja para ver a Rita, pero se desvía cuando ve un camión de refrigeración. Dexter sigue al camión y el conductor arroja una cabeza cortada al automóvil de Dexter. Cuando llega el escuadrón de policía, LaGuerta confirma que el caso de Doakes era efectivamente un crimen pasional. Dexter llega al departamento de Rita, donde esta expresa interés en llevar su relación a un nivel más íntimo, bajo la falsa impresión que es lo que Dexter quiere. Dexter se siente incómodo y escapa de la situación cuando el hijo de Rita, Cody, empieza a vomitar. Cuando Dexter llega a su departamento, encuentra la cabeza de una muñeca en la puerta de su refrigerador. Dentro del congelador, encuentra las otras partes de la muñeca, desmembradas como los cuerpos sin sangre de las mujeres asesinadas. Dexter ve la muñeca como una invitación a jugar, una idea que le gusta. A lo largo del episodio, flashbacks muestran a Dexter como un joven, cuando Harry descubre que Dexter ha matado a varios perros. Dexter explica que tiene un deseo de matar a seres humanos, más que solo a animales. Dexter queda confundido por sus impulsos de matar y Harry comprende que, dado que no puede detenerlo, Dexter debe usar sus impulsos para el bien.

## Producción
La premisa del episodio sigue la misma línea argumental de la novela El oscuro pasajero de Jeff Lindsay, la primera en la serie de novela en la cual se basa el programa de televisión, aunque con muchos elementos adicionales y personajes modificados. Como promoción del programa, Showtime publicó un avance del piloto en su página web.